# Андреева, Элеонора Евгеньевна
Элеонора Евгеньевна Андреева (27 января 1930, Витебск, Белорусская ССР, СССР — 19 июля 2012, Москва, Российская Федерация) — советская оперная певица, сопрано, педагог, заслуженная артистка РСФСР (1970), выступавшая в Большом театре.

## Биография
В 1958 г. окончила Музыкально-педагогический институт им. Гнесиных у П. Л. Трониной.
- 1958—1964 гг. — солистка Музыкального театра им. К. С. Станиславского и Вл. И. Немировича-Данченко,
- 1964—1986 гг. — солистка Большого театра.

Заслуженная артистка РСФСР (23.11.1970).

## Театральные работы
- Катерина Измайлова — «Катерина Измайлова», Д. Шостакович;
- Милитриса — «Сказка о царе Салтане», Н. Римский-Корсаков;
- Горислава — «Руслан и Людмила», М. Глинка;
- Мария — «Мазепа», П. Чайковский;
- Ярославна — «Князь Игорь», А. Бородин;
- Донна Анна — «Каменный гость», А. Даргомыжский;
- Вера Шелога — «Псковитянка», Н. Римский-Корсаков;
- Феврония — «Сказание о невидимом граде Китеже и деве Февронии», Н. Римский-Корсаков;
- Плюшкин — «Мёртвые души», Р. Щедрин;
- Домна Сабурова — «Царская невеста», Н. Римский-Корсаков;
- Полина — «А зори здесь тихие», К. Молчанов;
- Бабуленька — «Игрок», С. С. Прокофьев;
- Елизавета Валуа — «Дон Карлос», Д. Верди.